# Evergem
Evergem è un comune belga di 34 170 abitanti, situato nella provincia fiamminga delle Fiandre Orientali.